# Кодунское государство
Кодунское государство (бур. Худанай эрхэтэ балгааһан) — теократическое бурятское государство, провозглашённое на территории нынешнего Кижингинского района Бурятии в 1919 году. Первая и единственная попытка бурятского народа учредить теократическое государство по примеру Тибета.

## Предыстория создания
Во время гражданской войны в Хоринском аймаке (куда по административному делению того времени входил Кижингинский район) большое значение получило так называемое «теократическое балагатское движение» во главе с ламой Л.-С. Цыденовым. Началось оно в июне 1918 года, когда хоринские буряты в ответ на мобилизацию, объявленную Военно-революционным штабом Забайкалья, на своём аймачном съезде приняли резолюцию «об освобождении бурят от призыва в Улан Цагды (красные всадники), как никогда не привлекаемые к военной службе». Позднее, хоринцы по той же причине, отказывались идти в Цаган Цагды (белые всадники) атамана Семёнова. Остальные буряты тоже отрицательно восприняли призыв о мобилизации, но реакция хоринских бурят была наиболее организованная — хоринцы действовали «…по предсказанию созерцателя ламы Цыденова».
В ходе разгоревшихся в 1918 г. в боевых действий между большевиками и мятежными Забайкальскими казаками, летом 1918 г. власть в Забайкалье захватил белогвардейский атаман Семёнов. После захвата Верхнеудинска им был издан указ о мобилизации бурят в Белую армию. Поскольку ранее, при царской власти у кочевых бурят не было воинской повинности, они начали активно избегать призыва в армию атамана Семёнова. В ответ на эти действия белогвардейцев среди бурятского населения начало расти недовольство, выражавшееся в саботировании призыва в Белую армию.

## Образование Кодунского государства
Неудовлетворённые малым количеством бурят-новобранцев, белогвардейские власти атамана Семёнова разослали старейшинам родов послания с угрозой применения репрессий в случае срыва мобилизации бурятского населения. Угрозы семёновской администрации были восприняты населением с полной серьёзностью — семёновцы проводили регулярные карательные рейды против мирного населения. Особенно отличались жестокостью казаки отрядов Семёнова, возглавляемые генералами А. И. Тирбахом, бароном фон Унгерном (будущим диктатором Монголии), а также карательные отряды Чистохина и Филыпина. В феврале 1919 г. представители буддистов долин Кодуна и Кижинги, страдавшие от насильственного привлечения в ряды Белого движения, подали письменное прошение о защите от притеснений своему религиозному лидеру — Лубсан-Сандану Цыденову. На это Л.-С. Цыденов рекомендовал кижингинским бурятам создать своё собственное государство.
23 апреля 1919 года (14 числа 5 месяца 1 года по летоисчислению балагатов) на склоне священной горы Челсана состоялся съезд (Учредительный Великий суглан) из 102 делегатов, представлявших значительную часть населения Кодунской, Чесанской и Кижингинской долин, Ульдурги, Булума и других мест, на котором был оглашён Манифест о создании теократического государства «Худанай эрхэтэ балгаһаан» "наподобие Тибета". Манифест был вручён представителям Бурнардумы и прежде всего атаману Семёнову. Государственное устройство было описано в Конституции из 36 статей. В Конституции не предусматривалось наличие какой-либо военной силы. Государство занимало территорию трёх хошунов — Цагатского, Богольдунского и Хальбинского. Лубсан-Сандан Цыденов стал главой этого государства, приняв титул «Цог-Тугулдур Дхарма Раджа-хан» («Царь трёх миров, Владыка учения»). Как пишет С. Ю. Лепехов, территория государства включала Чесанскую, Кодунскую, Кижингинскую долины, часть территории нынешних Хоринского и Еравнинского районов». Центром государства стало местопребывание главы государства в местности Соорхэ, возле с. Усть-Орот (так как всё это время Сандан лама не прерывал своего затворничества и всё общение с подданными шло в письменном виде).

Говоря о роли теократического государства,  созданного Цыденовым, С. Ю. Лепехов отмечает:
Временный характер теократического государства хорошо понимался его лидерами, однако его существование, пусть на относительно короткий срок, спасло его «подданных» от втягивания в междоусобную братоубийственную войну. Кроме того (и это, может быть, не менее важно), его создание, освященное авторитетом Лубсан-Сандана, имело знаковый характер. Оно задало в сознании его приверженцев норму отношения к неправедной власти – не соучаствовать в ее делах, и это давало силы к духовному сопротивлению в последующие годы
.
Цыденова неоднократно арестовывали. Своего преемника он назвал,  находясь в тюрьме. Им стал мальчик Бидия Дандарон, которому было тогда 8 лет и которого считали перерождением одного из тибетских лам.
Исследуя новые государственные образования, возникшие после объявления независимости монгольских земель и их выхода из состава империи Цин, специалисты  выделяют теократическую государственность «Худанай Эрхэтэ Балгаһаан»  в отдельную модель государственности. В пределах образованного государства  ликвидировались хошунные и сомонные  управления Бурнардумы, вместо сомонов образовывались тосхоны, а вместо хошунов  - 11 балагатских обществ ("Балагатское движение"). Были избраны главы правительства и министры, за исключением министра обороны, так как гос-во Худанай эрхэтэ балгааhан не занималось формированием армии. Глава государства (ширетуй) Дхарма Раджа-хан Цыденов запретил своим подданным вступать как в Белую, так и в Красную армию. Это давало бурятам формальный повод отказывать командующим Белого движения в службе, направляя их к ширетую Л.-С. Цыденову как своему главе.

## Ликвидация Кодунского государства
Реакция атамана Семёнова на такой демарш кижингинских бурят была незамедлительной — уже в середине мая в Худанай эрхэтэ балгааһан прибыл отряд Забайкальских казаков для наведения порядка. В ночь с 10 на 11 мая 1919 года в ставку Л.-С. Цыденова в урочище Соорхэ прибыл отряд семёновцев во главе с полковником Корвин-Пиотровским (позднее в эмиграции получивший известность как поэт, прозаик и драматург). Они арестовали правительство Худанай эрхэтэ балгааһан во главе с Дхарма Раджа-ханом Цыденовым — всего 14 (по другим данным — 29) человек . На территории нынешнего Кижингинского района была восстановлена власть белогвардейской администрации, и территория Кодунского государства была включена в состав Российского государства Верховного правителя Колчака. Арестованные члены правительства были помещены в Верхнеудинскую тюрьму. 19 июня Л.-С. Цыденов был отпущен как «ненормальный». Однако его популярность среди бурят значительно возросла. В течение 1919 года Л.-С. Цыденов ещё 2 раза арестовывался представителями Белого движения.

## Попытки воссоздания Худанай эрхэтэ балгааһан
В марте 1920 г. пал режим атамана Семёнова и к власти пришла администрация ДВР, отличавшаяся ещё меньшей симпатией к Дхарма Раджа-хану Л.-С. Цыденову. Почти всё оставшееся время до своей смерти Л.-С. Цыденов провёл в местах заключения. В начале июля 1921 года в Шолотском дацане, согласно письменному распоряжению из тюрьмы Сандан-ламы Цыденова, состоялось возведение в сан его преемника, признанного им перерождением Гьяяг Ринпоче — восьмилетнего Бидиядары Дандарона. В торжестве, длившемся 3 дня, участвовало «…огромное количество верующих. Были торжественные молитвы, конские бега, борьба, угощения и т. д.». Новому главе теократов "…преподносится звание Наследника престола, …Нанзан хадак, жертвоприношение посредством мандала, предоставляя ему почётное кресло «Түшэлгэтэй шэрээ». В 1922 году лама Цыденов был выслан за пределы ДВР в Ново-Николаевск, где и умер от плеврита. В улусе Шана нынешнего Кижингинского района учреждается так называемый «балагатский центр», со своим штатом милиции и арестными помещениями. На этот раз балагаты-теократы продержались 9 месяцев. В марте 1922 года были арестованы 11 главных руководителей, остальные ламы Шолотского дацана были разогнаны. В ответ началось то, против чего в своё время зародилась идея теократии, — вооруженное противостояние, особенно энергично проявили себя жители села Могсохон. Они организовали отряд из 150 всадников и пытались освободить арестованных. Но это им не удалось, все арестованные были высланы. Но сопротивление продолжалось ещё долго, и только в феврале 1927 года специальной оперативной группой ОГПУ были ликвидированы последние остатки движения балагатов.